# Tercia (liturgia)
Tercia es una hora canónica del oficio divino o liturgia de las horas. Se reza alrededor de las 9 de la mañana y consiste fundamentalmente en varios salmos. Su nombre proviene del latín y se refiere a la tercera hora después del amanecer. Junto a Prima, Sexta, Nona y Completas forma parte de las llamadas "horas menores".

## Origen
El origen del rezo del oficio divino data de la Iglesia primitiva. Hipólito enseña a los cristianos a rezar siete veces al día "al levantarse, con la primera luz, a la hora de dormir y a medianoche" y "a la tercera, sexta y novena hora del día", las horas asociadas a la Pasión de Cristo. El origen del rezo de la hora tercia data de los tiempos Apostólicos. 
El sistema que divide el día en cuatro partes de tres horas cada una era el propio de los antiguos griegos y romanos, y también era utilizada por los judíos en tiempos de Jesús y es el empleado para indicar la hora en el Nuevo Testamento. El día estaba dividido en 12 horas desde el amanecer al atardecer y la hora tercia varía entre las 9 de la mañana aproximadamente en invierno y las 7 de la mañana en verano.

## Desarrollo
Las primeras referencias a las horas tercia, sexta y nona del rezo del oficio divino aparecen en los Padres de la Iglesia. Tertuliano, alrededor del año 200 recomienda, además de las oraciones matutinas y vespertinas obligatorias el uso de la hora tercera, sexta y novena hora del día para la oración personal.
Clemente de Alejandría y Tertuliano se refieren solo a la oración privada en esas tres horas al igual que Hipólito de Roma. Cipriano señala que esas tres horas aparecen en el rezo en el Antiguo Testamento y que los cristianos deben observarlas también. A partir del siglo IV se convertirán en una práctica frecuente al menos entre los clérigos.
En muchos monasterios precede inmediatamente a la misa conventual. La liturgia se centra en el envío del Espíritu Santo que descendió sobre los apóstoles en la hora tercera del día de Pentecostés (Hch. 2:15)
Antes de la reforma litúrgica de 1969, la tercia se cantaba antes de la misa papal mientras el Papa se ponía las vestimentas litúrgicas.